# Alexis Carrel
Alexis Carrel (Sainte-Foy-lès-Lyon, 28. lipnja, 1873. – 5. studenog, 1944.) bio je francuski kirurg, biolog i eugeničar, koji je 1912.g. dobio Nobelovu nagradu za fiziologiju ili medicinu. 

## Životopis
Rođen je u Sainte-Foy-lès-Lyonu 28. lipnja 1873. kao sin trgovca Alexisa Carrela i njegove žene Anne Ricard. Studirao je medicinu na Sveučilistu u Lyonu na kojemu je i promoviran za doktora medicine 1900. godine. Godine 1900. postao je docent za anatomiju i kirurgiju na Sveučilistu u Lyonu, a prvi znanstveni rad objavljuje 1902. godine. Carrel je posjetio Lourdes 1903. i od tada počinje njegovo obraćenje od agnostika na katolicizam. Kada mu je sveučilisna karijera u Lyonu blokirana, napustio je Francusku i zaposlio se 1904. na odsjeku fiziologije Sveučilista Chicago. Od 1906. do 1912. radio je u Rockefellerovu Institutu za medicinska istraživanja (Rockefeller Institute for Medical Research) u New Yorku. Godine 1912. dobio je Nobelovu nagradu za medicinu kao priznanje za svoj rad na šivanju krvnih žila i transplantaciji krvnih žila i organa.
Carrel je radio u Francuskoj i SADu na Sveučilištu u Chicagu i Rockefeller Institutu. Razvio je nove tehnike u šivanju krvnih žila i bio je pionir transplantacije i torakalne kirurgije. Alexis Carrel bio je član mnogih znanstvenih društava u SADu, Španjolskoj, Rusiji, Švedskoj, Nizozemskoj, Belgiji, Francuskoj, Vatikanu, Njemačkoj, Italiji i Grčkoj, i primio je mnoge počasne doktorate poznatih sveučilišta (npr. Kraljevsko sveučilište u Belfastu, Sveučilište Princeton, Kalifornija, New York, Sveučilište Brown i Sveučilište Columbia.
Surađivao je s američkim liječnikom Charles Claude Guthrie u radu na šivanju krvnih žila i transplantaciji krvnih žila i organa. 1912.g. dobio je Nobelovu nagrada za fiziologiju ili medicinu

## Doprinos znanosti
17. siječnja, 1912., Carrel je stavio dio srca embrija pileta u svježi hranjivi medij, u posudu posebnog dizajna, od posebnog stakla (Borov silikat). Svakih 48 sata veličina tkiva se udvostručila i prebačena je u novu posudu. 
Tkivo je dalje tako nastavilo rasti 20 godina, znatno duže od prosječnog života pileta.
Za vrijeme prvog svjetskog rata Carrel i engleski kemičar Henry Drysdale Dakin razvili su Carrel-Dakin metodu obrade rane šavovima, koja je prije početka široke primjene antibiotika bila veliki medicinski napredak. Za taj doprinos Carrel je dobio medalju Legije časti.  
Bio je koautor knjige s poznatim avijatičarom Charles A. Lindbergh, "Kultura organa" (engl. "The Culture of Organs"), i radio je s Lindberghom sredinom 1930-ih na "perfuzijskoj pumpi", uređaju koji bi omogućio živim organima da funkcioniraju normalno izvan tijela za vrijeme operacijskih zahvata. 
Ovaj napredak bio je ključan za razvoj otvorenih operacija na srcu i transplantacije organa i postavio je temelje za umjetno srce koje je kasnije postalo realnost.

## Vanjske poveznice
- (engl.)Internet stranica o Alexis Carrelu
- (engl.)Prezentacijski govor Dr. Carrelu na dodjeli Nobelove nagrade  Arhivirana inačica izvorne stranice od 8. srpnja 2008. (Wayback Machine)
- (engl.)Biografija Dr. Carrela za Nobelovu nagradu
- (engl.)Istraživačka zaklada u čast Alexis Carrela